# Medium Soft
MEDIUM SOFT a.s. byla česká softwarová společnost, která se zaměřovala na vývoj informačních systémů pro krizové řízení a plánování, bezpečnostní systémy, integrované záchranné systémy středisek IZS, vývoj a implementaci speciálních informačních systémů, systémovou integraci a realizaci počítačových sítí. Společnost podnikala v České republice, na Slovensku, v Polsku, v Maďarsku. V roce 2009 fúzovala se společností Indusoft, v roce 2011 se společností Vítkovice IT Solutions. Ovládala šest dceřiných společností: 4 v Česku, 1 v Polsku a 1 na Slovensku. V roce 2001 získala certifikaci ČSN EN ISO 9001, v roce 2004 prověrku od NBÚ na stupeň utajení: „důvěrné".

## Historie
Zakladatelé společnosti byli v roce 1990 zaměstnanci samostatné divize poradenské organizace, se zaměřením na vývoj a implementaci informačních systémů. V roce 1992 se z této divize oddělila skupina lidí, která založila společnost s ručením omezeným pod názvem MEDIUM SOFT.
Společnost měla na počátku své existence sídlo v městském obvodě Slezská Ostrava. V prvních letech (1992–1993) společnost sídlila ve dvou patrech kancelářské budovy na ulici Bohumínská 61. Na konci roku 1993 se přestěhovala do zrekonstruované funkcionalistické vily na ulici Michálkovická 81, kde sídlila do roku 1999.
V roce 1999 bylo sídlo přemístěno do správní budovy družstva Budoucnost na ulici Cihelní 14, v Moravské Ostravě.

### 1992 MEDIUM SOFT s. r. o.
Společnost s ručením omezeným a obchodním názvem MEDIUM SOFT byla založena 9. června 1992. Společníky bylo 13 fyzických osob.

#### Zaměření společnosti
Hlavní zaměření společnosti bylo na:
- dodávku a servis softwaru a hardwaru,
- projekci, dodávku, instalace a servis počítačových sítí (Unix, Novell),
- projekci, instalaci a servis integrovaných záchranných systémů
- projekci, instalaci a servis projekčních systémů (CAD, GIS).[6][9]

### 1993–1995
2. července 1993 se uskutečnilo na Vysoké škole báňské (VŠB) testovací datové spojení a prezentace technologií, které společnost implementovala. Datový přenos probíhal mezi počítačem umístěným v areálu VŠB a počítačem v centrále společnosti RAD Data Communications v Tel Avivu. Na datovém přenosu se technologicky podílela také brněnská společnost GITY.
V roce 1993 bylo vyhlášeno výběrové řízení na vybudování Centra tísňového volání města Ostravy (CTV). Generálním dodavatelem byla vybrána společnost MEDIUM SOFT, k výstavbě došlo v roce 1994 a byl zahájen zkušební provoz s osmi dispečery (2× Hasičský záchranný sbor České republiky, 2× Zdravotnická záchranná služba, 2× Policie České republiky, 2× Městská policie Ostrava). V roce 1995 bylo CTV města Ostravy uvedeno do ostrého provozu (ve dnech 1.–3. 11.).

### 1997: MEDIUM SOFT a.s.
Na základě valné hromady ze dne 24. června 1997 byla společnost s ručením omezeným zrušena bez likvidace. Došlo k její přeměně na akciovou společnost MEDIUM SOFT, na kterou přešly veškerá práva a závazky zrušené společnosti.
V červenci zasáhla Slezsko a Moravu povodeň. Systém CTV prošel zatěžkávací zkouškou. Díky propojení systému s geografickými informačními systémy pro příjem tísňových volání a operačního řízení měl dispečink IZS nástroj, jak operativně a přesně zasahovat na potřebných místech.
Hlavní zaměření společnosti bylo mj. na systémovou integraci, vývoj a implementaci informačních systémů a projekci a realizaci komunikačních a datových sítí.

### 1999
V roce 1999 byl dokončen integrační projekt společností MEDIUM SOFT, INDUSOFT a TAXNET. Cílem bylo vytvořit subjekt, který by měl dostatečnou kapacitu, byl stabilním dodavatelem systémových řešení. Spojením došlo k vytvoření organizace se 160 zaměstnanci, z toho 150 bylo programátorů, analytiků a techniků, se základním jměním 28 mil. Kč a obratem více než 140 mil. Kč. Ke sloučení MEDIUM SOFT a INDUSOFT došlo k 31. lednu 1999. Po sloučení s INDUSOFTem společnost provozovala prodejny hardwaru, softwaru a počítačového příslušenství v Bohumíně: na adrese E.Beneše 1155  a v areálu ŽDB a.s., na adrese Bezručova 300. Společnost TAXNET se stala 100% dceřinou společností k 13. prosinci 1999.
Vedení společnosti rozhodlo o zahájení prací spojených s certifikací na normu ČSN EN 9001:2000, u společnosti Český lodní a průmyslový registr.

#### Fúze s INDUSOFT, a.s.
Valná hromada akcionářů společnosti INDUSOFT se dne 30. listopadu 1998 usnesla, že společnost zruší bez likvidace sloučením se společností MEDIUM SOFT. Právním nástupcem společnosti INDUSOFT byla společnost MEDIUM SOFT. V rámci sloučení došlo také ke zvýšení členů ve statutárních orgánech společnosti.

###### Základní jmění společností
| Společnost     | MEDIUM SOFT   | INDUSOFT     |
| Základní jmění | 13 575 000 Kč | 1 670 000 Kč |
| Počet akcií    | 13 575 ks     | 334 ks       |
| Hodnota akcie  | 1 000 Kč      | 5 000 Kč     |

###### Základní jmění po sloučení
V rámci sloučení byl základní kapitál společnosti MEDIUM SOFT navýšen o hodnotu 5 010 000 Kč. Byla vydána emise akcií v počtu 5 010 ks, v listinné podobě na jméno, které byly zaknihovány ve Středisku cenných papírů.
| Společnost                                                          | MEDIUM SOFT   | INDUSOFT     |
| Původní základní jmění                                              | 13 575 000 Kč | 1 670 000 Kč |
| Souhrnná jmenovitá hodnota nových akcií                             | 5 010 ks      | -            |
| Nové základní jmění                                                 | 18 858 000 Kč | -            |
| Podíl původních akcionářů na základní jmění nástupnické společnosti | 73,043 %      | 26,975 %     |

###### Výsledný podíl akcionářů po sloučení
| Společnost                                                           | MEDIUM SOFT | INDUSOFT  |
| Podíl původních akcionářů na celkovém ČOJ                            | 73,724 %    | 26,276 %  |
| Podíl původních akcionářů na základním jmění nástupnické společnosti | 73,043 %    | 26,975 %  |
| Rozdíl                                                               | -0,681 %    | + 0,681 % |

Vzniklý rozdíl byl méně než jedno procento a vznikl zaokrouhlením přesného směnného poměru.

### 2000

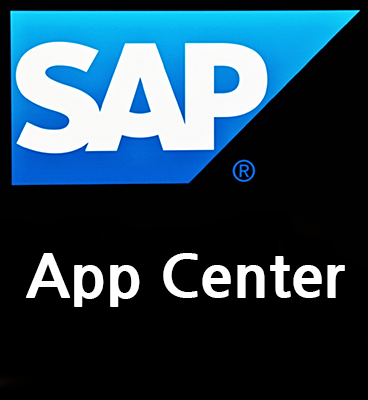
Logo SAP aplikační partner

V roce 2000 společnost MEDIUM SOFT dokončila svou reorganizaci. V Polsku byla založena konzultační společnost Crisis Management Consulting. Pokračovaly práce na certifikacích ISO a u NBÚ. Došlo k navázání spolupráce se společnosti SAP. Jedna z prvních instalací systému SAP R/3 byla ve společnosti TCHAS.

### 2001
Představenstvo rozhodlo o zúžení šíře záběru na vývoj a implementaci systémů pro krizové plánování a řízení, tvorbu řešení, podporu integrovaného záchranného systému nástroji ICT a tvorbu řešení na zakázku pro veřejnou správu, na systémovou integraci a na implementaci mySAP.
Společnost získala certifikaci ČSN EN 9001:2001. Byla podána přihláška km NBÚ pro získání prověrky na stupeň „důvěrné", dle § 54 odst 4 zákona č. 148/1998.

### 2002
V roce 2002 došlo po 8 letech vývoje k dokončení systému LEONARDO a projekt byl převeden na spoluřešitele společnost Datamar. Uvolněné kapacity realizovaly projekt pro Ministerstvo vnitra s názvem TCTV 112, ve spolupráci se společností Český Telecom.

### 2003
V roce 2003 byl prostřednictvím společnosti TAXNET vyvinut systém VIES (VAT Information Exchange System). Byl dokončen projekt EGERIS, jehož výsledky byly prezentovány v rámci fóra v Petrohradě. Došlo k navázání spolupráce s představiteli některých ruských autonomních oblastí s možností nasazení některých produktů společnosti. Společnost v rámci mezinárodního konsorcia začala řešit projekt OASIS (Open Advanced System for dIsaster and emergency management).

### 2004
V roce 2004 došlo ke změně formy akcií z jmenných na listinné a snížení počtu akcionářů o 70 %.
Byla obhájena certifikace ČSN EN 9001:2001 a získána prověrka od NBÚ na stupeň utajení: „důvěrné". Byl dokončen projekt TCTV 112, který byl spuštěn do testovacího provozu. Pokračovaly práce na projektu OASIS.
V rámci holdingu došlo k obnovení obchodní činnosti ve společnosti SilTec Computer Systems, k přejmenování Crisis Management Consulting na MEDIUM SOFT – Polska a založení společnosti MEDIUM SOFT Slovakia.

#### Mimořádná valná hromada 2004
Dne 12. února 2004 se konala mimořádná valná hromada (VH) společnosti. Programem byla změna stanov za účelem získání prověrky od NBÚ. Současně došlo k zrušení omezení převoditelnosti akcií na jméno.
Kamil Drobek v prosinci 2003 uzavřel s některými akcionáři smlouvy o koupi cenných papírů, díky čemuž získal vlastnictví 13 493 ks akcií, tedy 52,13% podíl na základním kapitálu společnosti.

### 2005
Společnost prošla dozorovým auditem ISO, který měl platnost do roku 2007, udržela si prověrku od NBÚ.
Projekt TCTV 112 byl nasazen v rámci celé ČR. Společnost se účastnila výběrového řízení Dispečerský systém zdravotnického operačního střediska ZZS PK, ze kterého byla Úřadem pro ochranu hospodářské soutěže vyřazena.
Společnost investovala do vývoje nových systémů pro sociální a pečovatelské služby, krizové řízení a plánování a krajské zdravotní záchranné služby.
V rámci společnosti Medium soft – Polska byly realizována dodávky řešení na polský trh.

### 2006
V roce 2006 došlo k 30% obměně v rámci kmenových zaměstnanců. Byla započata I. etapa transformace MEDIUM SOFT na holdingovou strukturu. Oddělení systémové integrace bylo převedeno do společnosti SilTec Computer Systems, která byla v červnu přejmenována na MEDIUMSOFT ICS. Společnost si udržela certifikát ČSN EN 9001:2001 a prověrku od NBÚ.
Došlo k implementaci a uvedení do provozu Centra tísňového volání Inspektorátu veřejného pořádku (obdoba Městské policie) pro město Budapešť. Byla realizována dodávka informačních systémů v oblasti IZS pro města Toruń, Tarnów a Chrzanów.
V rámci podnikových systémů se společnost zaměřovala na vlastní řešení, a řešeními třetích stran. Byla ukončena spolupráce s SAP ČR a zákazníkům byli zajištěni noví dodavatele implementačních služeb, vč. servisní podpory. Hlavní zaměření bylo na implementaci systému Qi pro malé a střední firmy, prostřednictvím MEDIUM SOFT ICS.

### 2007
V roce 2007 vstoupil do společnosti nový akcionář, Vítkovice, a.s. Důvodem bylo, že Vítkovice měly záměr vytvořit vlastní společnosti zajišťující hardware, software a IT služby pro ovládané společnosti a pro třetí strany. V rámci tohoto záměru mělo dojít k akvizici dalších technologických společností a k vytvoření nové struktury, která měla realizovat plánovanou strategii. Z důvodu tohoto vstupu byla zastavena II. etapa transformace společnosti MEDIUM SOFT na holding.
Uskutečnila se dodávka informačních systémů v oblasti IZS a podpory krizového řízení pro Velkopolské vojvodství a město Poznaň. Pokračovaly práce v projektu vývoje evropských standardů IS pro podporu krizového řízení OASIS.
Dceřiná společnost MEDIUM SOFT ICS pokračovala v restrukturalizaci produktového portfolia. Výsledkem bylo zrušení některých činností, např. provozování maloobchodní prodejny a k orientaci na poskytování služeb s vyšší přidanou hodnotou. Hospodaření této společnosti za rok 2007 skončilo v řízené ztrátě. Zisk byl plánován na rok 2008. Po dohodě s majoritním vlastníkem došlo koncem roku 2007 k řízenému útlumu aktivit prodeje a implementace systému Qi.

#### Vstup společnosti VÍTKOVICE, a.s.
Dne 5. února 2007 koupila a.s. VÍTKOVICE 13,83 % akcií společnosti MEDIUM SOFT. Dne 8. března 2007 byl proveden nákup 13 780 ks akcií (53,24 %) společnosti. Akcionáři společnosti VÍTKOVICE chtěli získat rozhodující vliv na MEDIUM SOFT. Dne 31. července 2007 byl proveden nákup 1 247 ks akcií (4,82 %). Procentuální podíl na základním kapitálu MEDIUM SOFT byl k 31. červenci 2007 78,06 %. Jmenovitá hodnota akcie zůstala zachována ve výši 1 000 Kč / ks.

### 2008
Ve společnosti došlo ke změně vnitrofiremní organizace. Cílem bylo přiblížení se standardům používaných ve společnostech majoritního akcionáře. Došlo ke změně vnitřních předpisů, změně metodiky přípravy a vyhodnocování plánu, stanovení nových pravidel pro měsíční ekonomické reporty, apod. Společnost obhájila certifikaci ČSN EN 9001:2001, stejně jako dceřiné společnosti MEDIUM SOFT ICS, TAXNET a měla platnou prověrku od NBÚ.
V rámci projektu TCTV 112 došlo k upgrade v oblasti automatického vyslání tísňového signálu při havárii vozidla, tzv. eCALL. Pro Zlínský kraj byl implementován integrovaný záchranný systém. Pro Centrum tísňového volání (CTV) v Ostravě byla zajišťována celoroční podpora. Společnost vyhrála výběrové řízení na vybudování krajského CTV pro Moravskoslezský kraj. Dodávku zajišťovalo konsorcium VÍTKOVICE REVMONT a VOKD. Realizace byla naplánována na roky 2008 až 2010. MEDIUM SOFT dodávala veškeré informační technologie v rámci projektu.
V Polsku pokračovala implementace informačních systémů v oblasti IZS a podpory krizového řízení pro Velkopolské vojvodství a město Poznaň. Pokračovaly práce v projektu vývoje evropských standardů IS pro podporu krizového řízení OASIS. MEDIUM SOFT podporovala a rozvíjela vlastní informační systémy Delta a Galileo.
Společnost TAXNET, spolu s IBM, pracovala na řešení daňového systému ADIS pro Ministerstvo financí ČR.
MEDIUM SOFT ICS procházela restrukturalizací výrobkového portfolia a v orientaci na poskytování služeb s vyšší přidanou hodnotou.

### 2009
Společnost pokračovala ve vnitrofiremní reorganizaci, která započala v roce 2008. V rámci dozorového auditu byl udržen certifikát ČSN EN 9001:2009 a prověrka NBÚ (MEDIUM SOFT) na stupeň utajení „důvěrné“.
Pokračovaly práce na rozvoji systému TCTV 112, především v oblasti optimalizace zpracování a zrychlení průchodnosti celého systému při mimořádných situacích velkého rozsahu. V rámci IZS byla dokončena etapa implementace IS pro řízení zdravotnické záchranné služby Zlínského kraje. Společnost zajišťovala celoroční support Centra tísňového volání v Ostravě. Pokračovaly práce na budování krajského Integrovaného bezpečnostního centra pro Moravskoslezský kraj v Ostravě.
V zahraničí byla realizována dodávka informačních systémů v oblasti IZS a podpory krizového řízení hlavně pro Velkopolské vojvodství, město Poznaň, Malopolské vojvodství a město Krakov. V Maďarsku byly zahájeny dodávky řešení pro operační střediska velitelství hasičů v Budapešti. Byl dokončen projekt vývoje evropských standardů IS pro podporu krizového řízení OASIS.
MEDIUM SOFT podporovala a rozvíjela vlastní informační systémy DELTA a GALILEO. Společnosti TAXNET, ve spolupráci s IBM, pokračovala na řešení daňového systému ADIS pro Ministerstvo financí ČR a pro Ministerstvo financí Chorvatska. Na základě rozhodnutí vlastníka společnost MEDIUMSOFT ICS sfúzovala s mateřskou společností. Zanikla k 30. červnu 2009 bez likvidace.
MEDIUM SOFT – Polska zahájila obchodní činnost, přijala nové zaměstnance a začala ve větší míře s budováním své pozice na polském trhu.
Společnost MEDIUMSOFT ICS byla původně 100% dceřinou společností MEDIUM SOFT. Rozhodnutím jediného majitele byla společnost sloučena s MEDIUM SOFT.

### 2010
V rámci recertifikačního auditu byl udržen certifikát ČSN EN 9001:2009 (MEDIUM SOFT, TAXNET) a prověrka NBÚ (MEDIUM SOFT) na stupeň utajení „důvěrné“.
Pokračovala podpora a rozvoj systému TCTV 112 v oblasti optimalizace zpracování a zrychlení průchodnosti celého systému při mimořádných situacích velkého rozsahu. Byla dokončena další etapa implementace integrovaného záchranného systému pro řízení zdravotnické záchranné služby Zlínského kraje. Pokračovala celoroční podpora Centra tísňového volání v Ostravě. Byly dokončeny dodávky technologií rámci nově budovaného Krajského Integrovaného bezpečnostního centra pro Moravskoslezský kraj v Ostravě.
MEDIUM SOFT podporovala a rozvíjela vlastní informační systémy DELTA a GALILEO.
Společnost TAXNET, ve spolupráci s IBM, pokračovala na řešení daňového systému ADIS pro Ministerstvo financí ČR.
V Polsku, prostřednictvím MEDIUM SOFT – Polska, byly realizovány dodávky informačních systémů v oblasti integrovaného záchranného systému a podpory krizového řízení pro Velkopolské vojvodství a město Poznaň, Malopolské vojvodství a město Krakov. Došlo ke zpoždění implementace řešení pro operační střediska velitelství hasičů v Budapešti. Důvodem byla nedostatečná součinnost na straně zákazníka a subdodavatele.

### 2011
Přípravné práce na fúzi se společností VÍTKOVICE CTM začaly v roce 2010. V roce 2011 se společnosti MEDIUM SOFT z trhu IT „ztratila“, jak bylo uvedeno ve výroční zprávě za rok 2010. Cílem fúze čtyř IT společností, patřících do skupiny VMG, byl vznik jedné velké IT společnosti pod názvem Vítkovice IT Solutions.

#### Fúze s Vítkovice IT Solutions
Ke dni 4. listopadu 2010 došlo k přejmenování společnosti VÍTKOVICE CTM na Vítkovice IT Solutions.
Ke dni 26. listopadu 2010 došlo k navýšení základního kapitálu společnosti ze 2 000 000 Kč na 259 930 000 Kč. Navýšení bylo provedeno nepeněžitými vklady fúzovaných společností a upsáním nových kmenových akcií v listinné podobě znějících na jméno. Tímto krokem došlo ke změně vlastnické struktury společnosti VÍTKOVICE IT SOLUTIONS. Společnost se stala 100% vlastníkem fúzovaných společností MEDIUM SOFT, NETPROSYS a VÍTKOVICE ITS, které jako zanikající společnosti byly zrušeny a zanikly bez likvidace s právním nástupcem.
Ke dni 1. července 2011 byla fúze zakončena zápisem do Obchodního rejstříku.

## Statutární orgány společností

### MEDIUM SOFT s.r.o.
| Rok       | Ředitel         | Počet jednatelů | Dozorčí rada   | Počet členů dozorčí rady |
| --------- | --------------- | --------------- | -------------- | ------------------------ |
| 1992–1997 | Jaroslav Macháč | 4               | byla jmenována | 5                        |

Jaroslav Macháč (* 1950) byl ředitelem společnosti od června 1992 do února 2004, jednateli byli Pavel Berka, Petr Klement, Jaroslav Macháč a Jan Šmuk.

### MEDIUM SOFT a.s.
| Rok  | Management společnosti | Management společnosti          | Představenstvo  | Představenstvo | Dozorčí rada   | Dozorčí rada |
| ---- | ---------------------- | ------------------------------- | --------------- | -------------- | -------------- | ------------ |
|      | výkonný ředitel        | počet ředitelů, vč. dceř. spol. | předseda        | počet členů    | předseda       | počet členů  |
| 1999 | Jaroslav Macháč        | 7                               | Jaroslav Macháč | 6              | [Petr Miklica  | 6            |
| 2000 | Jaroslav Macháč        | 8                               | Jaroslav Macháč | 6              | [Petr Miklica  | 6            |
| 2001 | Jaroslav Macháč        | 7                               | Jaroslav Macháč | 6              | [Petr Miklica  | 6            |
| 2002 | Jaroslav Macháč        | 6                               | Jaroslav Macháč | 6              | Jiří Kotiš     | 6            |
| 2003 | Jaroslav Macháč        | 7                               | Jaroslav Macháč | 6              | Jiří Kotiš     | 6            |
| 2004 | Jaroslav Macháč        | neuvedeno                       | Jaroslav Macháč | 6              | Jiří Kotiš     | 6            |
| 2004 | Kamil Drobek           | neuvedeno                       | Kamil Drobek    | 5              | Jaroslav Čánek | 3            |
| 2005 | Kamil Drobek           | neuvedeno                       | Kamil Drobek    | 4              | Jaroslav Čánek | 2            |
| 2006 | Kamil Drobek           | neuvedeno                       | Kamil Drobek    | 4              | Jaroslav Čánek | 3            |
| 2007 | Kamil Drobek           | neuvedeno                       | Kamil Drobek    | 4              | Jaroslav Čánek | 4            |
| 2007 | Kamil Drobek           | neuvedeno                       | Kamil Drobek    | 4              | Václav Dostál  | 4            |
| 2008 | Kamil Drobek           | neuvedeno                       | Kamil Drobek    | 2              | Václav Dostál  | 2            |
| 2009 | Kamil Drobek           | neuvedeno                       | Kamil Drobek    | 2              | Václav Dostál  | 2            |
| 2010 | Kamil Drobek           | neuvedeno                       | Kamil Drobek    | 2              | Václav Dostál  | 2            |

## Základní kapitál společností

### MEDIUM SOFT s.r.o.
| Základní kapitál | Datum          | Počet podílů | Hodnota podílu | Společník     |
| ---------------- | -------------- | ------------ | -------------- | ------------- |
| 260 000 Kčs      | 9. červen 1992 | 13           | 20 000 Kč      | fyzické osoby |
| 13 000 000 Kč    | 7. květen 1997 | 13           | 1 000 000 Kč   | fyzické osoby |

### MEDIUM SOFT a.s.
V průběhu existence akciové společnosti byl základní kapitál několikrát navyšován. Akcie měly omezení převoditelnosti, a to s předkupním právem stávajících akcionářů, dle platných zákonů. Jmenovitá hodnota akcie byla 1000 Kč, stejně jako emisní kurz nových akcií.
| Základní kapitál | Datum dle OR, VH   | Počet akcií | Počet akcionářů | Hodnota akcie | Typ akcie             | Poznámka                                                                            |
| ---------------- | ------------------ | ----------- | --------------- | ------------- | --------------------- | ----------------------------------------------------------------------------------- |
| 13 000 000 Kč    | 14. červenec 1997  | 13 000      | 13              | 1 000 Kč      | na jméno              | Základní kapitál (ZK) a.s. byl ve shodné výši jako základní kapitál s.r.o.          |
| 13 575 000 Kč    | 19. listopad 1998  | 13 575      | 29              | 1 000 Kč      | na jméno              | Navýšení ZK proběhlo před provedením sloučení s INDUSOFT.                           |
| 18 585 000 Kč    | 31. leden 1999     | 18 585      | 61              | 1 000 Kč      | na jméno              | ZK po sloučení s INDUSOFT.                                                          |
| 27 891 000 Kč    | 12. září 2000      | 27 891      | 61              | 1 000 Kč      | na jméno              | Navýšení ZK proběhlo se záměrem vstoupení společníků TAXNET.                        |
| 25 881 000 Kč    | 7. září 2002       | 25 881      | 60              | 1 000 Kč      | na jméno              | Představenstvo navrhlo valné hromadě snížení ZK o 2010 ks akcií.                    |
| 25 881 000 Kč    | 24. září 2003      | 25 881      | 60              | 1 000 Kč      | na jméno, zaknihované |                                                                                     |
| 25 881 000 Kč    | 5. června 2004     | 25 881      | 18              | 1 000 Kč      | na jméno, listinné    | Změny na základě změn stanov společnosti na mimořádné valné hromadě 12. února 2004. |
| 25 881 000 Kč    | 19. červnu 2007    | 25 881      | 10              | 1 000 Kč      | na jméno, listinné    | Podle dokumentu Seznam akcionářů k 19. červnu 2007.                                 |
| 25 881 000 Kč    | 1. dubna 2009      | 25 881      | 9               | 1 000 Kč      | na jméno, listinné    | Podle dokumentu PROJEKT FÚZE SLOUČENÍM.                                             |
| 25 881 000 Kč    | 16. listopadu 2010 |             | 8               | 1 000 Kč      | na jméno, listinné    | Podle dokumentu Smlouva o vkladu.                                                   |

#### Přehled akcionářů 1997–2011
- V roce 1997 bylo 13 zakladatelů MEDIUM SOFT akcionáři nové společnosti. V roce 1998 k nim přibylo 16 akcionářů z řad zaměstnanců. V roce 1999 do společnosti vstoupilo 19 akcionářů zaniklé společnosti INDUSOFT. V roce 2000 přibylo 13 společníků z TAXNET. Společnost měla celkem 61 akcionářů.
- V roce 2007 společnost ovládla firma VÍTKOVICE.
- V roce 2010 došlo k převodu akcií na společnost Vítkovice IT Solutions.

## Dceřiné společnosti
Řazeno podle data založení, nebo podle data kapitálového propojení se společnosti MEDIUM SOFT.
- MEDIUM NET a.s.
- TAXNET, s.r.o.
- SilTec Computer Systems spol. s r. o.
- Leonardo Academy s.r.o.

### Zahraničí
- Crisis Management Consulting sp. z o.o.
- MEDIUM SOFT Slovakia, a.s.

## Certifikace
V roce 1999 vedení společnosti rozhodlo o zahájení prací spojených s certifikací na normu ČSN EN 9001 a prověrku od NBÚ.
| Norma                                     | Kdo vydal                 | Číslo certifikátu | Datum vystavení   | Doba platnosti od | Doba platnosti do |
| ----------------------------------------- | ------------------------- | ----------------- | ----------------- | ----------------- | ----------------- |
| ČSN EN ISO 9001:2009                      | ČSLPR, spol. s r.o.       | C-70892           | 2001              | 2001              | 2004              |
| ČSN EN ISO 9001:2009                      | ČSLPR, spol. s r.o.       | C-70892           | 4. listopad 2004  | 4. listopad 2004  | 4. listopad 2007  |
| ČSN EN ISO 9001:2009                      | ČSLPR, spol. s r.o.       | C-70892           | 14. listopad 2007 | 14. listopad 2007 | 5. listopadu 2010 |
| ČSN EN ISO 9001:2009                      | ČSLPR, spol. s r.o.       | C-70892/R1        | 20. listopad 2009 | 20. listopad 2009 | 5. listopadu 2010 |
| ČSN EN ISO 9001:2009                      | ČSLPR, spol. s r.o.       | C-79213           | 2010              | 6. listopad 2010  | 2013              |
| ČSN EN ISO 9001:2009                      | ČSLPR, spol. s r.o.       | C-84017           | 5. listopad 2010  | 3. listopad 2010  | 2. listopad 2013  |
| Bezpečnostní prověrka                     | Národní bezpečnostní úřad | 000711            | 14. červenec 2004 | 14. červenec 2004 | 13. červenec 2009 |
| Bezpečnostní prověrka                     | Národní bezpečnostní úřad | 001098            | 22. květen 2009   | 22. květen 2009   | 21. květen 2018   |
| Systém sběru a recyklace obalových odpadů | EKO-KOM                   | EK-F00021977      | 13. srpen 2008    | 13. srpen 2008    | neuvedeno         |

## Ocenění
V roce 1995 byla společnost MEDIUM SOFT vyhlášena městem Ostrava jako „Firma roku 1995".
Dne 23. listopadu 1999 byla v Helsinkách Evropskou komisí udělena cena IST Technology Prize 99 za projekt Centrum tísňového volání v Ostravě.
V roce 2000 získala firma titul „Geoapliakce roku" za informační systém podpory Centra tísňového volání v Ostravě. Cenu udělila Česká asociace pro geoinformace.
V roce 2002 v rámci soutěže „Zlatý @“ o nejlepší internetové stránky, kterou pořádal portál TZB-info v rámci veletrhu AQUA-THERM Praha, byly vyhlášeny vítězem webové stránky MEDIUM SOFT.
V roce 2005 se společnost svými řešeními dostala mezi sedm finalistů soutěže Evropská cena za technologie (anglicky The Europen IST Prize) pro informační společnost.
V roce 2011 se MEDIUM SOFT dostala do druhého kola soutěže o IT produkt roku 2011 s komplexním informačním a komunikačním systémem Regionální integrované bezpečnostní centrum.

## Produkty společnosti
Jedná se o úplný seznam řešení, produktů, informačních systémů a služeb, od založení MEDIUM SOFT v roce 1992, do roku 2011, tak jak byly uvedeny ve výročních zprávách.

### Speciální informační systémy
- systémy pro krizové řízení a plánování,[61]
- bezpečnostní systémy,[62]
- řešení Centra tísňového volání města Ostravy (CTV Ostrava),[9][63][64][65][66]
- digitální záznamové zařízení hlasu MEDAX,
- automatizované systémy řízení technologických procesů,
- systémy sběru, analýzy a vizualizace dat VIDIUM,[67][68]
- informační a komunikační systém telefonních center pro podporu příjmu a distribuci tísňového volání (TCTV 112),
- integrace komunikačních a informačních systémů Integrovaného bezpečnostního centra Moravskoslezského kraje (IBC MSK),
- dispečerský systém pro Městskou policii Ostrava,
- Informační a komunikační konzole (IKK),
- informační systém pro pečovatelskou službu a terénní péči,
- informační systém pro vizualizaci dat, evidence výskytu trestné činnosti,
- systém virtuálních prohlídek.

### Podnikové informační systémy a systémová integrace
- podnikový informační systém DELTA,[pozn. 6]
- podnikový informační systém GALILEO,
- procesní analýzy, audity IS a vývoj software na zakázku,
- implementace produktů společnosti SAP,
- pit-CAD 2D/3D systémy pro projekci projektování TZB systémů s integrací na výpočtové programy třetích stran,[69]
- ADIS (Automatizovaný daňový informační systém), pro Ministerstvo financí České republiky (TAXNET v kooperaci s IBM),
- VIES (VAT Information Exchange System) pro Ministerstvo financí České republiky (TAXNET).

### Strategické systémy
- informační systém pro marketingové řízení a zákaznickou orientaci LEONARDO,[70][71]
- datové sklady,
- manažerské systémy.

### Technologická řešení
- projekce a realizace datových sítí, komunikačních telekomunikačních systémů LAN/WAN
- systémové služby, web aplikace
- dodávka hardware, software, netWare
- recyklace tonerů
- maloobchodní prodejna elektroniky

## Členství
Společnost byla členem České společnosti pro systémovou integraci, o.s., resp. členem v její moravskoslezské pobočce. Také byla členem sdružení MSSK, který byl přejmenován na Národní strojírenský klastr
.